# Jacob J. Hinlopen (1621-1679)

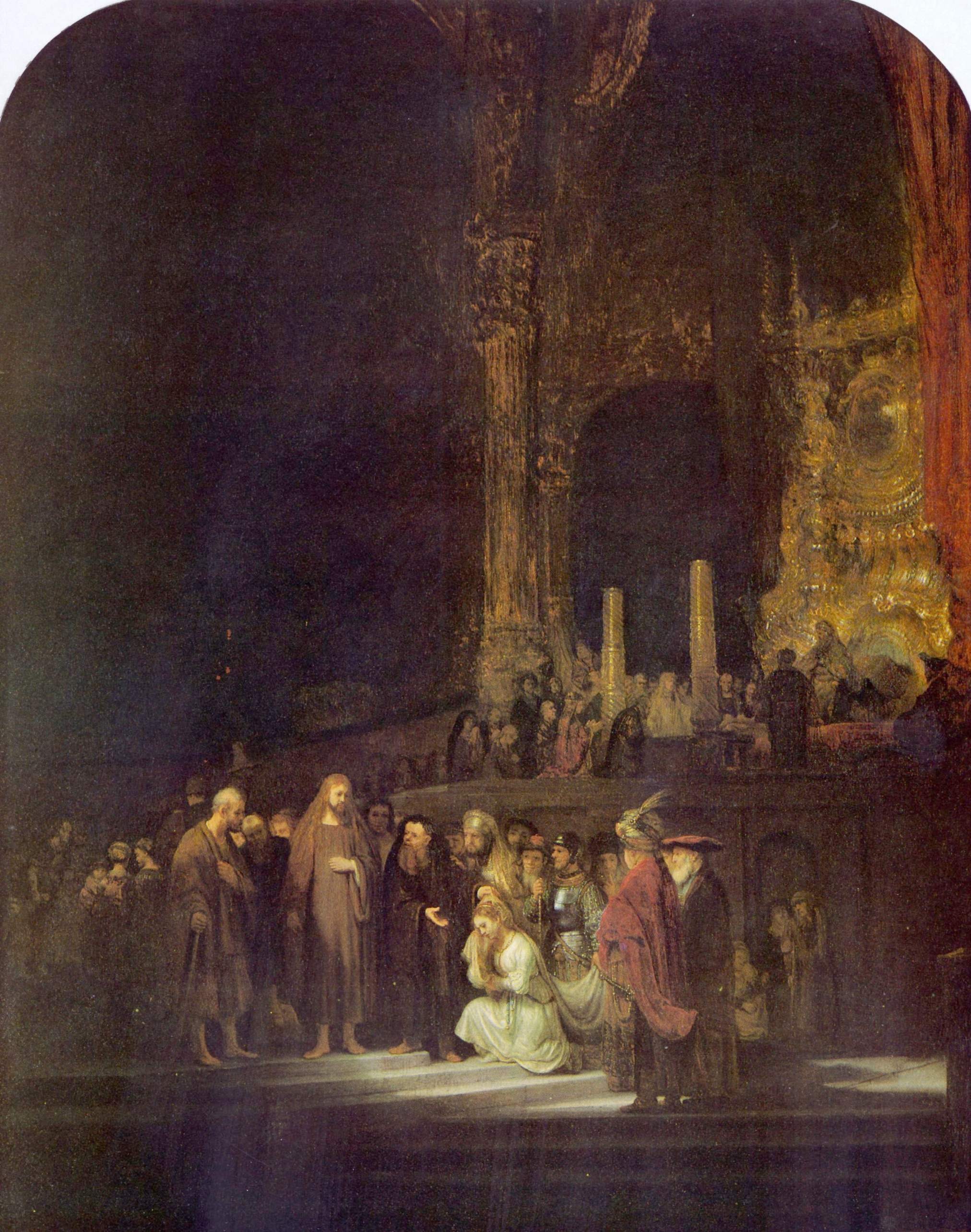
Christus en de vrouw in overspel. Rembrandt (1644), National Gallery, London

Jacob Jacobsz Hinlopen (13 juli 1621 – 6 augustus 1679) was een zeventiende-eeuwse, Nederlandse kunstverzamelaar. Hij was lid van de vroedschap, schepen en wordt genoemd als tegenstander van het Eeuwig Edict. 
Jacob J. Hinlopen was de gelijknamige zoon van Jacob J. Hinlopen, het eerste Amsterdamse raadslid met Vlaamse of Brabantse wortels. Zijn moeder heette Sara de Wael en zijn grootmoeder was afkomstig uit Venetië. Hij huwde op 30 december 1642 met Anna Tholinx, de dochter van een arts die door Rembrandt van Rijn is vereeuwigd. Op 4 december 1646 werd Adriana Hinlopen geboren. Op 9 oktober 1655 werd Anna Elisabeth op Pijnenburgh geboren. 

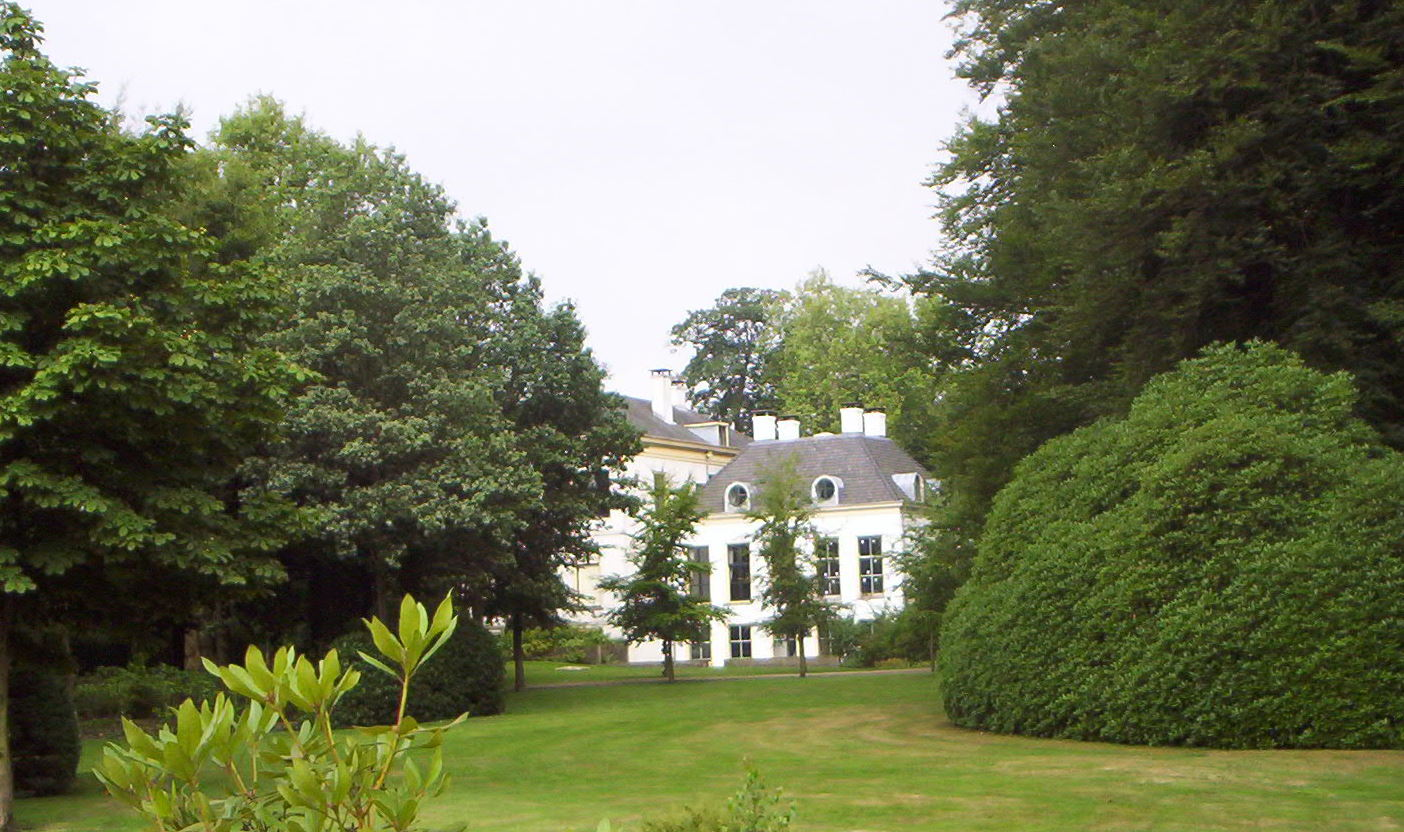
Landgoed Pijnenburg bij de Lage Vuursche, ontworpen door Philips Vingboons (1647)

In 1655 kwam Jacob in opspraak toen hij werd voorgedragen als lid van de vroedschap. Hinlopen had zich namelijk nooit laten inschrijven als poorter, alhoewel zijn vader lid was van de vroedschap. In 1656 stemde Cornelis de Graeff als enige voor een benoeming van Jacob Hinlopen tot burgemeester. In de eerste vergadering in het stadhuis werd alles rechtgezet; de procedure werd veranderd om zijn benoeming mogelijk te maken. Als commissaris van de Desolate Boedelkamer was hij betrokken bij de erfenis van Titus van Rijn. 
Samen met zijn broer speculeerde hij in vastgoed. Ze namen een timmerman uit West-Friesland in de arm en speculeerden met de bouw van goedkope huizen in de Tichel- en Karthuizerstraat in de Jordaan. In 1661 leende hij zijn neef Jacob F. Hinlopen 10.000 gulden. Hinlopen woonde bij de zogenaamde nummerhuizen op de Kloveniersburgwal, niet ver van de Oudemanhuispoort, die hij bewoonde als regent van het nabijgelegen Sint Pietergasthuis. 
Net als zijn broer Jan en hun neef Michiel Hinlopen staat ook Jacob J. Hinlopen te boek als een verzamelaar van schilderijen: o.a. een Samson en Christus en de overspelige vrouw. Dat laatste werk had hij in 1657 voor 1500 gulden gekocht op de veiling van de nagelaten goederen van Joannes de Renialme, een kunsthandelaar op de Kloveniersburgwal. Dat schilderij werd destijds hoger aangeslagen dan enig ander werk van Rembrandt.
Johanna Maria en Sara Hinlopen, de twee kinderen van zijn broer Jan J. Hinlopen, werden door hem opgevoed. In 1673 werd Joan Huydecoper van Maarsseveen hun voogd in plaats van Joris David d'Ablaing. Na zijn overlijden werden, op 22 februari 1680, de schilderijen uit de erfenis van zijn broer Jan onder beide meisjes verloot.